# GW Erco Shimano
La GW Erco Shimano, nota in passato come Selle Italia, Serramenti Diquigiovanni, Androni Giocattoli-Sidermec, Drone Hopper-Androni Giocattoli e GW Shimano-Sidermec, è una squadra maschile colombiana di ciclismo su strada con licenza ProTeam.
Attiva nel professionismo dal 1996, sempre sotto la direzione di Gianni Savio, tra i Grandi Giri ha partecipato solo al Giro d'Italia ottenendo quindici vittorie di tappa e tre successi nella classifica scalatori. Lo sponsor principale è, dal 2010, Androni Giocattoli, azienda italiana attiva nella produzione di giocattoli in plastica, affiancata dal 2022 dal produttore di droni Drone Hopper. Il fornitore ufficiale di biciclette è invece, dal 2017, Bottecchia.

## Storia

### I primi anni
La squadra fu creata per la stagione 1996 in seguito alla fusione tra il gruppo sportivo colombiano della Gaseosas Glacial e quello italiano della ZG Mobili-Selle Italia, squadra nata nel 1991 a seguito dello scioglimento della storica Malvor-Sidi. La figura centrale del team è, sin dalla fondazione, quella di Gianni Savio, già dirigente alla ZG Mobili-Selle Italia.
La squadra è stata supportata finanziariamente, a partire dalla fondazione e fino al 2007, dalla storica azienda di sellini Selle Italia. La Serramenti Diquigiovanni ha iniziato la sua collaborazione nel 2006 diventando sponsor principale l'anno seguente affiancata dalla Androni Giocattoli, che nel 2010 è subentrata come main sponsor. La squadra, di chiara matrice italiana, ha avuto per diverse stagioni importanti finanziamenti governativi colombiani e venezuelani, garantendo in organico la presenza di atleti dei due paesi. Anche per questo motivo la squadra ha corso con licenza UCI colombiana dal 1996 al 2006 e venezuelana dal 2007 al 2009.

### Dal 2014: il ridimensionamento
Nel 2014 l'Androni ottiene solo cinque vittorie, tre delle quali a opera dell'olandese Kenny van Hummel. Durante l'anno, anche a causa della crisi in atto nel paese, il governo del Venezuela ritira improvvisamente la sponsorizzazione, e la dirigenza del team si ritrova a fronteggiare una riduzione di un quarto del budget disponibile. La stagione 2015 porta alcuni successi da corse rumene e italiane; in estate la squadra è però coinvolta nei casi doping di Davide Appollonio e Fabio Taborre, entrambi poi squalificati per quattro anni. Anche per questo motivo l'Androni non viene invitata dagli organizzatori di RCS Sport per l'edizione 2016 del Giro d'Italia, pur essendo presenza fissa della corsa da numerose stagioni.
Nella stagione 2016 i risultati sono migliori: la squadra vince diverse corse in Romania e in Cina, oltre al Memorial Marco Pantani con Francesco Gavazzi; ciò nonostante anche per il Giro d'Italia 2017 non viene invitata, suscitando perplessità tra gli addetti ai lavori. Nonostante la perdita di visibilità legata al mancato invito, nel marzo 2017 subentra come terzo sponsor del team il marchio di biciclette veneto Bottecchia, e la denominazione diventa Androni-Sidermec-Bottecchia.

## Cronistoria

### Annuario
| Anno | Codice | Nome | Cat. | Biciclette | Dirigenza |
| ---- | ------ | --- | ---- | ---------- | --- |
| 1996 | GLA    | Glacial-Selle Italia                                                                                            | -    | Daccordi   | Manager: Gianni Savio Dir. sportivi: Leonardo Levati, Piero Pieroni, Roberto Sánchez                                                                            |
| 1997 | KRO    | Kross-Montanari                                                                                                 | -    | Daccordi   | Manager: Gianni Savio Dir. sportivi: Leonardo Levati, Piero Pieroni, Jesús Antonio Castaño                                                                      |
| 1998 | KRO    | Kross-Selle Italia                                                                                              | -    | Daccordi   | Manager: Gianni Savio Dir. sportivi: Jesús Antonio Castaño, Fabio Beccherini                                                                                    |
| 1999 | SEL    | Selle Italia-W52                                                                                                | GSII | Daccordi   | Manager: Gianni Savio Dir. sportivi: Jesús Antonio Castaño, Fabio Beccherini, Enzo Erluison, Donato Pucciarelli                                                 |
| 2000 | NEC    | Aguardiente Néctar-Selle Italia                                                                                 | GSII | Daccordi   | Manager: Gianni Savio Dir. sportivi: José Alfonso López, Fabio Beccherini, Donato Pucciarelli, Genaro Soler, Jaime Acosta, Jorge Castiblanco, Jorge Castiblanco |
| 2001 | SEL    | Selle Italia-Pacific                                                                                            | GSII | Daccordi   | Manager: Jesús Antonio Castaño Dir. sportivi: Gianni Savio, Fabio Beccherini, Enzo Erluison, Libardo Leyton                                                     |
| 2002 | CLM    | Colombia-Selle Italia                                                                                           | GSII | Corratec   | Manager: Jesús Antonio Castaño Dir. sportivi: Gianni Savio, Fabio Beccherini, Marco Bellini, Libardo Leyton, Hugo Ravelo                                        |
| 2003 | CLM    | Colombia-Selle Italia                                                                                           | GSII | Daccordi   | Manager: Jesús Antonio Castaño Dir. sportivi: Gianni Savio, Marco Bellini, Libardo Leyton, Hugo Ravelo                                                          |
| 2004 | CLM    | Colombia-Selle Italia                                                                                           | GSII | Daccordi   | Manager: Jesús Antonio Castaño Dir. sportivi: Gianni Savio, Marco Bellini, Libardo Leyton, Hugo Ravelo                                                          |
| 2005 | CLM    | Colombia-Selle Italia (fino al 12 maggio) Selle Italia-Colombia (dal 13 maggio)                                 | PCT  | Daccordi   | Manager: Jesús Antonio Castaño Dir. sportivi: Gianni Savio, Marco Bellini, Fabio Pabon                                                                          |
| 2006 | CLM    | Selle Italia-Serramenti PVC Diquigiovanni                                                                       | PCT  | Corratec   | Manager: Jesús Antonio Castaño Dir. sportivi: Gianni Savio, Marco Bellini, Giovanni Ellena, Didier Paindaveine                                                  |
| 2007 | CLM    | Serramenti PVC Diquigiovanni-Selle Italia                                                                       | PCT  | Guerciotti | Manager: Gianni Savio Dir. sportivi: Marco Bellini, Giovanni Ellena, Didier Paindaveine                                                                         |
| 2008 | SDA    | Serramenti PVC Diquigiovanni-Androni Giocattoli                                                                 | PCT  | Guerciotti | Manager: Gianni Savio Dir. sportivi: Marco Bellini, Giovanni Ellena                                                                                             |
| 2009 | SDA    | Serramenti PVC Diquigiovanni-Androni Giocattoli                                                                 | PCT  | Guerciotti | Manager: Gianni Savio Dir. sportivi: Marco Bellini, Giovanni Ellena                                                                                             |
| 2010 | AND    | Androni Giocattoli-Serramenti PVC Diquigiovanni                                                                 | PCT  | Guerciotti | Manager: Marco Bellini Dir. sportivi: Gianni Savio, Giovanni Ellena                                                                                             |
| 2011 | AND    | Androni Giocattoli-Serramenti PVC Diquigiovanni (fino al 29 aprile) Androni Giocattoli-C.I.P.I. (dal 30 aprile) | PCT  | Bianchi    | Manager: Gianni Savio Dir. sportivi: Marco Bellini, Giovanni Ellena                                                                                             |
| 2012 | AND    | Androni Giocattoli-Venezuela                                                                                    | PCT  | Bianchi    | Manager: Gianni Savio Dir. sportivi: Marco Bellini, Giovanni Ellena, Roberto Miodini, Leonardo Canciani                                                         |
| 2013 | AND    | Androni Giocattoli-Venezuela                                                                                    | PCT  | Bianchi    | Manager: Gianni Savio Dir. sportivi: Giovanni Ellena, Roberto Miodini, Leonardo Canciani                                                                        |
| 2014 | AND    | Androni Giocattoli-Venezuela                                                                                    | PCT  | Bianchi    | Manager: Gianni Savio Dir. sportivi: Giovanni Ellena, Roberto Miodini, Leonardo Canciani                                                                        |
| 2015 | AND    | Androni Giocattoli-Venezuela (fino all'8 marzo) Androni Giocattoli-Sidermec (dal 9 marzo)                       | PCT  | Kuota      | Manager: Gianni Savio Dir. sportivi: Leonardo Canciani, Giampaolo Cheula, Edgar da Silva, Giovanni Ellena, Roberto Miodini                                      |
| 2016 | AND    | Androni Giocattoli-Sidermec                                                                                     | PCT  | Kuota      | Manager: Gianni Savio Dir. sportivi: Giampaolo Cheula, Giovanni Ellena, Roberto Miodini                                                                         |
| 2017 | ANS    | Androni-Sidermec-Bottecchia                                                                                     | PCT  | Bottecchia | Manager: Gianni Savio Dir. sportivi: Gianni Savio, Antonio Castaño, Giampaolo Cheula, Giovanni Ellena, Leonardo Scarselli, Alessandro Spezialetti               |
| 2018 | ANS    | Androni Giocattoli-Sidermec                                                                                     | PCT  | Bottecchia | Manager: Gianni Savio Dir. sportivi: Gianni Savio, Giampaolo Cheula, Giovanni Ellena, Alessandro Spezialetti                                                    |
| 2019 | ANS    | Androni Giocattoli-Sidermec                                                                                     | PCT  | Bottecchia | Manager: Gianni Savio Dir. sportivi: Giovanni Ellena, Leonardo Canciani, Giampaolo Cheula, Alessandro Spezialetti                                               |
| 2020 | ANS    | Androni Giocattoli-Sidermec                                                                                     | PCT  | Bottecchia | Manager: Gianni Savio Dir. sportivi: Giovanni Ellena, Leonardo Canciani, Giampaolo Cheula, Alessandro Spezialetti                                               |
| 2021 | ANS    | Androni Giocattoli-Sidermec                                                                                     | PCT  | Bottecchia | Manager: Gianni Savio Dir. sportivi: Giovanni Ellena, Leonardo Canciani, Giampaolo Cheula, Daniele Righi, Alessandro Spezialetti                                |
| 2022 | DRA    | Drone Hopper-Androni Giocattoli                                                                                 | PCT  | Bottecchia | Manager: Gianni Savio Dir. sportivi: Giovanni Ellena, Leonardo Canciani, Giampaolo Cheula, Daniele Righi, Alessandro Spezialetti                                |
| 2023 | GSS    | GW Shimano-Sidermec                                                                                             | CT   | Bottecchia | Manager: Gianni Savio Dir. sportivi: |
| 2024 | GES    | GW Erco Shimano                                                                                                 | CT   | Bottecchia | Manager: William Galvis Dir. sportivi: Luis Alfonso Cely Fuentes, Héctor Pérez                                                                                  |
| 2025 | GES    | GW Erco Shimano                                                                                                 | CT   | Bottecchia | Manager: William Galvis Dir. sportivi: Luis Alfonso Cely Fuentes, Chrystian David Carmona Mejia                                                                 |

### Classifiche UCI
| Anno | Class.        | Pos. | Migliore cl. individuale                      |
| ---- | ------------- | ---- | --------------------------------------------- |
| 1996 | -             | 28º  | Celio Roncancio (194º)                        |
| 1997 | -             | 41º  | Vasilij Davydenko (314º)                      |
| 1998 | -             | 34º  | Romāns Vainšteins (133º)                      |
| 1999 | GSII          | 26º  | Marco Vergnani (332º)                         |
| 2000 | GSII          | 12º  | Hernán Buenahora (195º)                       |
| 2001 | GSII          | 12º  | Freddy González (132º)                        |
| 2002 | GSII          | 15º  | José Castelblanco (238º)                      |
| 2003 | GSII          | 13º  | Freddy González (311º)                        |
| 2004 | GSII          | 15º  | Freddy González (252º)                        |
| 2005 | Europe T.     | 63º  | Simone Bruson (299º)                          |
| 2005 | America T.    | 1º   | Edgardo Simón (2º)                            |
| 2005 | Asia T.       | 14º  | José Rujano (16º)                             |
| 2005 | Oceania T.    | 11º  | Russell Van Hout (20º)                        |
| 2006 | Europe T.     | 19º  | Santo Anzà (15º)                              |
| 2006 | America T.    | 1º   | José Serpa (1º)                               |
| 2006 | Asia T.       | 9º   | José Serpa (28º)                              |
| 2007 | Europe T.     | 12º  | Alessandro Bertolini (1º)                     |
| 2007 | America T.    | 6º   | Anthony Brea (9º)                             |
| 2007 | Asia T.       | 3º   | Gabriele Missaglia (6º)                       |
| 2008 | Europe T.     | 8º   | Francesco Ginanni (8º)                        |
| 2008 | America T.    | 6º   | Carlos José Ochoa (4º)                        |
| 2008 | Asia T.       | 6º   | Ruslan Ivanov (11º)                           |
| 2009 | Europe T.     | 7º   | Francesco Ginanni (17º)                       |
| 2009 | America T.    | 1º   | José Serpa (5º)                               |
| 2009 | Asia T.       | 4º   | Mattia Gavazzi (12º)                          |
| 2009 | World Cal.    | 14º  | Michele Scarponi (34º)                        |
| 2010 | Europe T.     | 6º   | Michele Scarponi (13º)                        |
| 2010 | America T.    | 4º   | José Serpa (25º)                              |
| 2010 | World Cal.    | 17º  | Michele Scarponi (12º)                        |
| 2011 | Europe T.     | 9º   | Emanuele Sella (12º)                          |
| 2011 | America T.    | 8º   | José Serpa (14º)                              |
| 2011 | Asia T.       | 12º  | Jonathan Monsalve (11º)                       |
| 2012 | Europe T.     | 4º   | Franco Pellizotti (15º)                       |
| 2012 | America T.    | 7º   | Miguel Ubeto (3º)                             |
| 2012 | Asia T.       | 7º   | José Serpa (7º)                               |
| 2013 | America T.    | 10º  | Carlos José Ochoa (24º)                       |
| 2013 | Asia T.       | 58º  | Jackson Rodríguez (258º) Omar Bertazzo (258º) |
| 2013 | Europe T.     | 4º   | Franco Pellizotti (23º)                       |
| 2014 | America T.    | 11º  | Carlos Gálviz (9º)                            |
| 2014 | Asia T.       | 43º  | Kenny van Hummel (75º)                        |
| 2014 | Europe T.     | 21º  | Kenny van Hummel (94º)                        |
| 2015 | America T.    | 20º  | Carlos Gálviz (100º)                          |
| 2015 | Asia T.       | 74º  | Francesco Chicchi (275º)                      |
| 2015 | Europe T.     | 34º  | Oscar Gatto (116º)                            |
| 2015 | Oceania T.    | 11º  | Franco Pellizotti (25º)                       |
| 2016 | America T.    | 30º  | Rodolfo Torres (114º)                         |
| 2016 | Asia T.       | 18º  | Marco Benfatto (23º)                          |
| 2016 | Europe T.     | 8º   | Francesco Gavazzi (8º)                        |
| 2017 | America T.    | 17º  | Rodolfo Torres (30º)                          |
| 2017 | Asia T.       | 9º   | Kevin Rivera (41º)                            |
| 2017 | Europe T.     | 3º   | Egan Bernal (5º)                              |
| 2018 | America T.    | 15º  | Rodolfo Torres (73º)                          |
| 2018 | Asia T.       | 32º  | Seid Lizde (139º)                             |
| 2018 | Europe T.     | 3º   | Iván Sosa (11º)                               |
| 2019 | Europe T.     | 6º   | Andrea Vendrame (67º)                         |
| 2020 | Europe T.     | 9º   | Josip Rumac (188º)                            |
| 2020 | World Ranking | 29º  | Miguel Eduardo Flórez (204º)                  |
| 2021 | World Ranking | 27º  | Jhonatan Restrepo (182º)                      |
| 2022 | World Ranking | 28º  | Natnael Tesfatsion (111º)                     |
| 2023 | World Ranking | 86º  | Jhonatan Restrepo (606º)                      |
| 2024 | World Ranking | 78º  | Alejandro Osorio (540º)                       |

## Palmarès
Aggiornato al 6 maggio 2022.

### Grandi Giri
- Giro d'Italia

Partecipazioni: 22 (1996, 1997, 2000, 2001, 2002, 2003, 2004, 2005, 2006, 2008, 2009, 2010, 2011, 2012, 2013, 2014, 2015, 2018, 2019, 2020, 2021, 2022)
Vittorie di tappa: 15
2001: 1 (Carlos Alberto Contreras)
2005: 3 (2 Iván Parra, José Rujano)
2008: 1 (Alessandro Bertolini)
2009: 3 (2 Michele Scarponi, Leonardo Bertagnolli)
2010: 1 (Michele Scarponi)
2011: 3 (Ángel Vicioso, 2 José Rujano)
2012: 2 (Miguel Ángel Rubiano, Roberto Ferrari)
2019: 1 (Fausto Masnada)
Vittorie finali: 0
Altre classifiche: 4
2001: Scalatori (Freddy González)
2003: Scalatori (Freddy González)
2004: Intergiro (Raffaele Illiano)
2005: Scalatori (José Rujano)
- Tour de France

Partecipazioni: 0
- Vuelta a España

Partecipazioni: 0

### Campionati nazionali
- Campionati australiani: 1

In linea: 1998 (David McKenzie)
- Campionati colombiani: 6

In linea: 1996 (Celio Roncancio); 1999 (César Goyeneche); 2002 (John Freddy García); 2024 (Alejandro Osorio)
Cronometro: 2000 (Antonio Ochoa); 2005 (Iván Parra)
- Campionati croati: 2

In linea: 2019 (Josip Rumac)
Cronometro: 2019 (Josip Rumac)
- Campionati irlandesi: 1

In linea Under-23: 2002 (Dermot Nally)
- Campionati italiani: 1

In linea: 2012 (Franco Pellizotti)
- Campionati jugoslavi: 1

Cronometro: 1997 (Mikos Rnjakovic)
- Campionati rumeni: 3

In linea: 2015 (Serghei Țvetcov)
Cronometro: 2015, 2016 (Serghei Țvetcov)
- Campionati svizzeri: 3

In linea: 2005 (Philippe Schnyder)
Cronometro: 2009, 2010 (Rubens Bertogliati)
- Campionati venezuelani: 3

In linea: 2012 (Miguel Ubeto); 2015 (Yonder Godoy)
Cronometro: 2012 (Tomás Gil)
- Campionati ucraini: 1

In linea: 2021 (Andrij Ponomar)

## Organico 2025
Aggiornato al 1º agosto 2025.

### Staff tecnico
|  | Naz.                | Ruolo | Sportivo                      |  |  |  |
|  | ------------------- | ----- | ----------------------------- |  |  |  |
|  | Colombia (bandiera) | GM    | William Galvis                |  |  |  |
|  | Colombia (bandiera) | DS    | Luis Alfonso Cely Fuentes     |  |  |  |
|  | Colombia (bandiera) | DS    | Chrystian David Carmona Mejia |  |  |  |

### Rosa
|  | Naz.                |  | Sportivo                    | Anno |  |  |
|  | ------------------- |  | --------------------------- | ---- |  |  |
|  | Colombia (bandiera) |  | Daniel Arroyave             | 2000 |  |  |
|  | Colombia (bandiera) |  | Jhon Fredy Avila            | 1993 |  |  |
|  | Colombia (bandiera) |  | Jonathan Cañaveral          | 1996 |  |  |
|  | Colombia (bandiera) |  | Oscar Santiago Garzon       | 2003 |  |  |
|  | Colombia (bandiera) |  | Camilo Andres Gomez         | 2003 |  |  |
|  | Colombia (bandiera) |  | Nicolas David Gomez         | 2000 |  |  |
|  | Colombia (bandiera) |  | Juan Carlos Lopez           | 2001 |  |  |
|  | Colombia (bandiera) |  | Andrés Liber Mancipe        | 2002 |  |  |
|  | Colombia (bandiera) |  | Juan Sebastian Pinilla      | 2004 |  |  |
|  | Colombia (bandiera) |  | Edgar Andres Pinzon         | 2001 |  |  |
|  | Colombia (bandiera) |  | Juan Diego Quintero         | 1992 |  |  |
|  | Colombia (bandiera) |  | Brandon Rojas               | 2002 |  |  |
|  | Colombia (bandiera) |  | Jeferson Armando Ruiz Acuña | 2002 |  |  |
|  | Colombia (bandiera) |  | Cristian Damian Velez       | 2005 |  |  |
|  | Colombia (bandiera) |  | Mauricio Zapata Arboleda    | 2004 |  |  |